# Loạn thần
Loạn thần hoặc rối loạn tâm thần (tiếng Anh: psychosis) diễn ra khi một người mất kết nối (hoặc mất cảm nhận) với thực tại. Nó có thể liên quan đến việc một người nhìn thấy hoặc nghe thấy những thứ mà mọi người khác không thấy (chứng ảo giác) và tin vào những thứ không có thật (chứng hoang tưởng). Nó cũng có thể liên quan đến biểu hiện suy nghĩ, lời nói, hành vi hỗn loạn, rời rạc, bất trình tự. 